# Омела белая
Оме́ла бе́лая (лат. Víscum álbum) — кустарник; типовой вид рода Омела семейства Омеловые (Viscaceae). Полупаразит: воду и минеральное питание получает от растения-хозяина, а органическое вещество фотосинтезирует самостоятельно. Имеет форму шара, прикреплённого к ветвям растения-хозяина.

## Ботаническое описание
Омела белая — многолетнее вечнозелёное растение, паразитирующее на ветвях многих лиственных, реже хвойных деревьев. Разветвлениями корней проникает под кору и в древесину дерева-хозяина, образуя в ней многочисленные присоски.
Стебли длиной 30—100 см, зелёные или в нижней части коричневато-зелёные, вильчато-ветвистые, деревянистые, членистые, голые, легко ломающиеся в узлах, образующие шарообразный куст диаметром 20—40 (120) см.
Листья сидячие, супротивные, располагаются попарно на концах веточек, кожистые, толстые, бледно-зелёные, продолговато-ланцетные или эллиптические, к основанию суженные, на верхушке туповатые, цельнокрайные, 5—7 см длины и 0,3—1 см ширины с параллельным жилкованием. Опадают осенью на второй год своего существования.
Растение двудомное, реже однодомное; цветки однополые, невзрачные, желтовато-зелёные, с простым трёх- или четырёхраздельным околоцветником, скученные по три (реже по пять—шесть) на концах побегов, в развилках стебля. Тычиночные цветки около 4 мм длины, сидячие; околоцветник их с короткой трубкой и яйцевидными долями отгиба; тычинок три или четыре, без тычиночных нитей; пыльники наружной стороной полностью приросли к долям околоцветника, на внутренней стороне с многочисленными отверстиями, придающими поверхности листочка околоцветника вид сита.
Пестичные цветки более мелкие, около 2 мм длины; боковые — сидячие; средний — на короткой ножке; околоцветник с четырьмя яйцевидными тупыми долями; пестик короткий, с полунижней одногнёздной завязью, с одной семяпочкой и сидячим, толстым, подушковидным рыльцем.
Плод — ложная шаровидная или слегка продолговатая, сочная, одно- или двусемянная ягода, иногда с выемкой на вершине, около 10 мм в диаметре, в незрелом состоянии зелёная, при созревании белая, просвечивающая.
Семя — крупное, плотно облечённое клейкой, слизистой мякотью, образовавшейся из внутренней части цветоложа, серовато-белое, сердцевидное или овальносердцевидное, богатое эндоспермом, около 8 мм в поперечнике, покрыто тонкой плёнчатой кожурой с плоскими или выпуклыми гранями. Семена могут содержать один—три зародыша.
Цветёт в марте — апреле; плоды созревают в августе — сентябре.
|                                               |  |  |  |
| Омела белая: листья; цветок; плоды; проростки |  |  |  |

## Растения-хозяева
Паразитирует омела на многих декоративных и лесных древесных породах и избирательная способность её очень широкая. Из лиственных пород она встречается на тополе, липе, иве, клёне, берёзе, вязе, боярышнике, реже дубе, грецком орехе, грабе, робинии ложноакациевой, а из садовых — поражает яблоню, грушу, сливу. Другая физиологическая раса живёт лишь на хвойных — на сосне и пихте.

## Географическое распространение
Распространена в Западной и Центральной Европе, Прибалтике, Белоруссии (ареал лежит к юго-западу от линии Лида—Гомель; в Минске единична), Украине, на Кавказе, в Малой и Восточной Азии. В России встречается в южной половине европейской части, в Калининградской области и на Северном Кавказе. В Средней России довольно обычна в южных, чернозёмных областях, в Нечерноземье практически отсутствует.
Омела белая — официальная цветочная эмблема шведской провинции Вестманланд.

## Опыление
Считается, что основными опылителями омелы белой служат двукрылые (Calliphoridae, Heleomyzidae, Muscidae, Scatopsidae, Milichiidae и др. семейства). И тычиночные, и пестичные цветки выделяют нектар, причем вторые производят его в больших количествах. Тычиночные цветки испускают сильный запах, который привлекает также пчел и шмелей.

## Биология развития
Омела белая имеет собственную хлорофиллоносную систему, благодаря чему она частично независима от хозяина, поэтому является полупаразитом.
Предпосылками для прорастания семян являются оптимальные температура, освещение и влажность. Семена прорастают весной одним или двумя выростами желтовато-зелёного цвета. В случае их контакта с перидермой растения-хозяина (около почек, черешков или листьев) внешний и расположенные под ним слои клеток перидермы буреют и постепенно теряют форму, становятся менее заметными, а впоследствии исчезают вследствие растворения пектина клеточных стенок перидермы специфическими ферментами.
Клетки выроста углубляются в перидерму перпендикулярно стеблю растения-хозяина. В первичной или вторичной коре от выроста в горизонтальном направлении начинают отходить боковые тяжи (первичные гаустории). В лубе (вторичная флоэма) из них образуется разветвлённая система сосущих гаусторий под зоной инфицирования. Гаустории радиально, сквозь луб и камбий, проникают к внешней поверхности вторичной ксилемы (сосудов, древесины). Часть клеток гаусторий соединяется с сосудами растения-хозяина, сквозь которые поглощается вода с растворёнными минеральными веществами — благодаря более высокому, чем у растения-хозяина, осмотическому потенциалу в ксилеме паразита. В связи с этим омеле присущ более высокий показатель транспирации, поддержанию которого способствует дополнительный механизм открытия устьиц. Так у некоторых видов омелы показатели транспирации в десять раз выше, чем у растения-хозяина. С другой стороны, растения омелы имеют низкой водный потенциал даже тогда, когда растение-хозяин подвергается водному стрессу. Это позволяет омеле заселять довольно сухие экотипы.
Гаустории увеличиваются вместе со вторичным утолщением стебля хозяина благодаря наличию интеркалярной меристемы, активность которой синхронизирована с активностью меристемы хозяина. Таким образом, развитая сеть (эндофитная система) паразита является жизнеспособной довольно долго — от нескольких лет до десятилетий.
Развитие экзофитной системы начинается после формирования сосущих гаусторий, первые побеги возникают в месте инфицирования. Типичным является развитие боковых побегов из дополнительных почек вдоль сосущих гаусторий, которые длительное время остаются жизнеспособными. Это латентный период инфекции.
Побеги первого года развития достигают лишь нескольких миллиметров в длину. В дальнейшем их прирост составляет несколько сантиметров в год.
В среднем диаметр куста омелы равен диаметру гаусторальной системы растения-хозяина.
Первые фазы развития омелы характеризуются замедленным темпом. Стебель и листоносные зелёные побеги начинают развиваться только через несколько лет, а после их формирования развитие паразита ускоряется: в течение трёх лет образуется куст диаметром до 30 см.

## Способы распространения
Причиной инфицирования является попадание на растение хозяина семян омелы — в основном их переносят птицы (эндозоохория). Но пребывание семян в желудочно-кишечном тракте птиц — не обязательное условие для его прорастания, как считалось ранее. Распространению омелы птицами способствуют небольшие размеры семян, их яркое и контрастное окрашивание.
В Европе омелу распространяют свиристель, различные виды дроздов — рябинник и деряба, а также славка-черноголовка, для которых её плоды являются кормом. Птицы садятся преимущественно на верхние ветви разреженных крон старых деревьев, которые хорошо освещены и прогреваются, что необходимо для прорастания семян омелы. Расположение ветвей в кроне дерева, угол между ними и стволом определяют важные конкурентные параметры в отношениях «хозяин — паразит», которые положительно или отрицательно влияют на динамику повреждения омелой. Так, увеличение угла между веткой и стволом способствует потенциальному повреждению дерева паразитом и наоборот — плотный лес, деревья в котором растут в высоту и не имеют развесистой кроны, практически свободный от поражения, очаги инфекции здесь нежизнеспособны, они отмирают из-за недостатка света.
Сравнительно короткими расстояниями полёта птиц и быстрым прохождением семян через их желудочно-кишечный тракт объясняется формирование локальных очагов инфицирования и умеренное распространение паразита. Паразитирование омелы — типичное явление парковых лесов и аллей. Аллеи, поражённые омелой, могут выполнять функцию её распространения по принципу так называемых мостов. Распространение инфицирования на большие расстояния связано с перелётными птицами. Так, исследование повреждения омелой сосны чёрной, которая растёт на юго-западе Европы во французских Альпах, показало, что распространение полупаразита совпадало с основными курсами полёта дерябы.

## Химический состав
В омеле белой содержатся следующие биологически активные вещества: азотсодержащие соединения — гамма-аминомасляная кислота, ацетилхолин (побеги), холин (плоды, листья); терпеноиды — альфа-амирины, бета-амирины, бетулиновая кислота, урсулиновая кислота; сапонины тритерпеновые — эмутерозид; алкалоиды — тирамин, лупанин; флавоноиды — изорамнетин (листья, цветки), кверцетин (листья, цветки), рамнетин (листья, цветки); гистамины; органические кислоты — кофейная, хлорогеновая; маннит; витамин E.
Листья и стебли ядовиты, их попадание в желудок может вызвать тошноту, рвоту, диарею.

## Хозяйственное значение
Омела белая представляет настоящее бедствие для зелёных насаждений Западной и Восточной Европы. Это растение-полупаразит успешно захватывает всё новые и новые территории, расширяет круг растений-хозяев. Поражение деревьев омелой снижает их долговечность, а ландшафты теряют декоративность. Кроме того, омела является одной из главных причин суховершинности деревьев. Основными мерами борьбы с распространением паразита являются:
- использование естественных или создание искусственных разделительных линий — буферных лент на участках, смежных с зоной поражения (невосприимчивые виды деревьев, реки, пастбища, улицы и т. д.);
- высадки невосприимчивых видов деревьев и, соответственно, уменьшение количества восприимчивых видов в зонах с высокой вероятностью инфицирования;
- прореживание кроны деревьев, уничтожение поражённых ветвей;
- регулярные механические изъятия ячеек омелы на отдельных инфицированных ценных деревьях (при этом должно остаться минимум 30 % кроны);
- разведение стойких видов хвойных пород;
- применение химических средств контроля распространения: обработка деревьев гербицидами и композиционными смесями с использованием арборицидов и органических растворителей поверхностных восковых выделений листьев омелы;
- использование биологических факторов ограничения распространения омелы (антагонистические грибы, насекомые и грызуны, питающиеся её семенами).

### Лекарственное применение
Лекарственное, камеденосное растение. В древности побеги применяли при эпилепсии, истерии, головокружении и т. п.
В научной медицине используют молодые побеги с листьями омелы (лат. Stipites Visci cum foliis) или отдельно листья — как свежие, так и сухие.
Ветви омелы используют при гипертонии и как тонизирующее средство при атонии кишечника. Жидкий экстракт из молодых листьев применяют при лёгочных и носовых кровотечениях. Препарат акофит, в состав которого входит настой из свежих листьев омелы, употребляют для лечения редких видов невралгии. Препараты из омелы расширяют кровеносные сосуды и используются для лечения стенокардии, сморщенной почки.
Прежде отвар молодых побегов, препараты «Омелен» (густой экстракт) и «Вискален» применялись в медицине как сосудорасширяющее средство при гипертонии.
В народной медицине омела широко применяется как противоконвульсивное средство при эпилепсии, истерии, головокружении, как кровоостанавливающее средство при маточных и геморроидальных кровотечениях. Водный отвар пьют при повышенном давлении крови, головных болях, болезнях сердца и нервных заболеваниях, астме, ревматизме, при поносах, туберкулёзе лёгких и опухолях, при длительных менструациях и как глистогонное средство. Внешне листья и плоды омелы используют при ревматизме, подагре, отёках лимфатических узлов, для смягчения нарывов.
Омела используется в антропософской медицине для так называемой омелотерапии рака; исследования, однако, не нашли убедительных доказательств клинической пользы такой терапии.
Управление по контролю качества пищевых продуктов и лекарственных средств США классифицировало омелу как продукт, запрещённый к продаже, до тех пор пока его безопасность не будет доказана. Инъекции омелы в США разрешены только при клинических испытаниях.

### Другое применение
Зимой ягоды являются любимой едой некоторых птиц.
Из ягод добывают клей, который применяют для борьбы с вредителями плодовых пород и против мух.
В гомеопатии используют эссенцию из свежих ягод и листьев.
Листья и молодые побеги имеют кормовое значение, так как в них много протеина и жира. На Кавказе ими откармливают овец, в Западной Европе — крупный рогатый скот.
В европейском фольклоре считается символом плодородия. В англоговорящих странах популярна как рождественское украшение с собственной традицией: если мужчина и женщина оба встают под повешенной омелой, они должны поцеловаться.

## Сбор, переработка и хранение
Собирают ягоды и листья осенью и зимой, обламывая их на деревьях. При заготовке веток с высоких деревьев пользуются секатором или крючками. Сушат сырьё под навесами или в тёплых помещениях, расстилая его тонким слоем на бумаге или ткани. Сухие листья упаковывают в мешки или тюки весом по 25—50 кг, хранят в сухих, хорошо проветриваемых, затемнённых помещениях.

## Номенклатура и внутривидовая систематика
Выделяют три подвида:
- Viscum album subsp. abietis (Wiesb.) Abrom.
- Viscum album subsp. austriacum (Wiesb.) Vollm.
- Viscum album subsp. meridianum (Danser) D.G.Long